# Анно Дракула
Серія «Анно Дракула» Кіма Ньюмана — названа на честь першого роману серії «Анно Дракула» — фантастичний твір, що зображує альтернативну історію, у якій герої роману Брема Стокера «Дракула» не можуть зупинити завоювання Британії графом Дракулою, в результаті у світі, де вампіри поширені та дедалі більше домінують у суспільстві. Хоча центральною фігурою в подіях серії є Дракула, він є другорядним персонажем у книгах і зазвичай з'являється лише на кількох кульмінаційних сторінках кожної книги. Незважаючи на те, що багато персонажів із оповідань Ньюмена про клуб «Діоген» з'являються в романах «Анно Дракула», вони не такі, як у цих оповіданнях, як і сам клуб «Діоген».
Серія відома своєю ретельно дослідженою історичною обстановкою та використанням автором як допоміжних персонажів історичних людей і вигаданих персонажів відповідного періоду. Метафіктивний стиль був натхненний Всесвітом Волда Ньютона Філіпа Хосе Фармера; Ніл Ґейман допомагав розробляти серію (і спочатку збирався стати його співавтором). Ґейман також назвав цю серію одним із головних впливів на його новелу «Етюд у Смарагді». Записи в серії отримали нагороду «Діти ночі» Товариства Дракули, нагороду лорда Рутвена та нагороду Міжнародної гільдії жахів, а також увійшли до короткого списку премії Брема Стокера та премії Сайдвайз за альтернативну історію. Цикл складається з шести романів і ряду оповідань і повістей.

## Вампіри в «Анно Дракула»
Серія Ньюмана представляє вампірів як більш-менш природних істот, що передають біологічні зміни через обмін кров'ю. «Ми такі ж природні істоти, як і всі інші», — каже Женев'єв. «У нас немає магії» (Хоча, зіткнувшись із незрозумілою нездатністю вампіра викликати відображення, вона допускає: «Можливо, трохи магії….. Зовсім трішки»). Незважаючи на це, генетичні дослідження показали, що ДНК людини до і після перетворення на вампіра не змінюється, незважаючи на очевидні зміни в її тілі та здібностях. Крім того, вампір Каліостро, як кажуть, здатний здійснювати справжні магічні акти. Вампіри також здатні до перевтілення, а у випадку з самим Дракулою — до володіння тілами інших, якщо його оригінал знищено, як це показано у сюжеті «Джонні Алукард», коли Дракула, якого вважали мертвим після «Дракули Ча-ча-ча», повертається після сплячки в молодшому вампірі, в якого він перетворився в певний момент.
Серіал Ньюмана об'єднує персонажів з великої кількості легенд і художніх творів, які зображують вампірів по-різному. Частково він намагається пояснити це за допомогою концепції «родоводу», в якій певні вампірські риси передаються від вампіра до вампіра. Характерною рисою крові Дракули є перевтілення, однак, оскільки стати вампіром не означає автоматично стати схожим на Дракулу, багато вампірів зазнають часткового перевтілення і помирають через це. Однак цікавий нюанс полягає в тому, що для «створення» нового роду потрібно, щоб вас вкусило багато різних вампірів протягом вашого земного життя, а коли ви помрете як смертний, ви воскреснете як новий тип вампіра, наприклад, вампір-перевертень. Саме так Дракула став вампіром у романах, і це пояснює, чому він повністю контролює свою здатність до перевтілення, на відміну від інших вампірів у його родоводі. Лорд Рутвен, британський прем'єр-міністр, говорить про Дракулу:
У його роду є могильна пліснява, Ґодалмінґ. Це хвороба, яку він поширює. Вважай, що тобі пощастило, що ти моєї крові. Вона чиста. Ми не перетворюємося на кажанів і вовків, мій сину темряви, але й не гниємо на кістках і не втрачаємо розуму в убивчому шаленстві.
Деякі вампіри відчувають огиду до розп'яття, святої води тощо, але Ньюмен зображує це забобонами; вампіри без таких «дурних ідей» не виявляють шкідливого впливу релігійних символів. Часник також ефективний лише проти вампірів, які вірять у власний фольклор. Однак срібло смертельно небезпечне для всіх вампірів Ньюмена.
Однією з рис, яку поділяють вампіри, є майже миттєва здатність до зцілення. «Фізіологія вампірів така, що рани, завдані звичайною зброєю, загоюються майже миттєво», — розповідає експерт з вампірів доктор Джекіл в «Анно Дракула». «Тканини і кістки регенерують, так само, як у ящірки може відрости новий хвіст. Срібло протидіє цьому процесу». У деяких кровних лініях, якщо використовувати срібло, повна регенерація може бути неможливою, як це сталося з молдаванином, в якого стріляли сріблом; однак певні кровні лінії можуть повністю регенерувати, навіть якщо використовувати срібло. Доктор Джекіл також каже, що «будь-яке серйозне пошкодження життєво важливих органів, схоже, призводить до справжньої смерті», пояснюючи, чому ефективною тактикою є пронизування серця кілком.
Сонячне світло також небезпечне для вампірів, особливо для «новонароджених» — тих, хто нещодавно перетворився на нежить. Для «старійшин» вампірів, тих, хто має багаторічний або столітній досвід, сонячне світло може бути терпимим, хоча все ще забирає сили. Немає чіткої згоди щодо того, що робить вампіра старійшиною; приблизний консенсус був більшим за природне життя людини, за яким слідувало інше життя або два століття. Дві третини вампірів-старійшин у всесвіті Ньюмена походять з румунського району Південних Карпат; однак є неєвропейські вампіри, такі як китайський ассасин і принц Мамувалде.
Вампірам Ньюмана потрібно пити кров для підтримки життєдіяльності, хоча це не обов'язково має бути смертельним і часто є добровільним. Однак, якщо кров має хворобу або є мертвою кров'ю, вона може зробити будь-якого вампіра хворим. Дійсно, кілька персонажів «Анно Дракула» — вампіричні повії, які обслуговують «теплих» чоловіків в обмін на монети або, що краще, краплі їхньої крові. Кров тварин також використовується вампірами як другосортний замінник людської крові. Як розмірковує Том Ріплі:
У своєму невігластві Том думав, що мертві потребують крові, щоб вижити, так само як живі потребують води. Це була неправда. Тепла кров може бути як наркотик, або алкоголь, або секс, або еспресо, або цукор. Що завгодно, від відчайдушної залежності до легкої слабкості. Коли їх охоплювала червона спрага, їхні знамениті здібності до прозріння і переконання перетворювалися на пух і прах.
Вампіри також не єдині надприродні істоти, які населяють всесвіт Ньюмена. Зомбі теж існують, але кажуть, що це види вампірів, викликані епідемією крові, яка пошкоджує мозок і вимагає, щоб вампір жував кров із м'яса, а не пив її з вени; як «звичайні» зомбі, вони поширюють свою інфекцію простим укусом, і їх можна вбити, лише знищивши мозок. Також існують перевертні, привиди та безсмертні невампіри; як і штучне життя, таке як гібриди людини і тварини доктора Моро і монстр Франкенштейна, автоматні вбивці та ґолеми; також існують позаземні або генетично модифіковані види, такі як трифіди та Одрі II. Осьмиподібний старійшина стверджує, що він марсіанин і Великі Старі також туманно натякають на існування у цьому всесвіті через існування Езотеричного Ордену Дагона. Також існують формула невидимості Гріффіна і здатність Джекіла перетворюватися на Гайда. Кажуть, що кілька «теплих» також володіють вампірськими здібностями передбачення та телепатії або здатністю виконувати дії справжньої магії. Однак, здебільшого, вампіри є центральною сценою паранормального середовища Ньюмана.

## Романи

### «Анно Дракула» (1888)
До 1888 року Дракула одружився з овдовілою королевою Вікторією і править як принц-консорт. Багато видатних вигаданих вампірів вийшли з укриттів і отримали новий соціальний статус. Але для нового режиму не все йде гладко: Джек Різник переслідує Вайтчепел, вбиваючи повій-вампірок. Чарльза Борегарда, (не вампіра) агента клубу «Діоген», відправляють вистежити вбивцю, і він виявляється втягнутим у змову звільнити Англію від правління Дракули.
Що незвично для серіалу, кілька запозичених персонажів у «Анно Дракула» не мають жодного зв'язку з тим періодом. Наведу лише два приклади: героїню Женев'єв Дьєдонне взято з власних романів Ньюмена про «Вархаммер» (вперше з'явилися в 1989 році «Драхенфельс», написаний під ім'ям Джек Йовіл), а Карл Колчак має коротку епізодичну роль репортера після справи Різника (Ньюман сказав, що якби він усвідомлював, що збирається створити стільки продовжень, він би зберіг Колчака для історії, дія якої відбувається в рідних 1970-х роках персонажа).
Вперше опублікований у жовтні 1992 року, «Анно Дракула» отримав нагороду «Діти ночі» Товариства Дракули, премію Fiction Award від Асамблеї лорда Рутвена та нагороду Міжнародної гільдії жахів за найкращий роман, а також увійшов до короткого списку премії Брема Стокера за найкращий роман.
«Енциклопедія фентезі» класифікує «Анно Дракулу» як «рекурсивне фентезі» і далі описує твір не як «чисто стімпанк, а як відлуння в термінах романтики газового світла, щільної переробки стімпанку ХІХ століття в Лондоні».
30-те ювілейне видання (Titan Books) включає нову повість «Анно Дракула 1902: Шанси на те, що щось прийде з Марса».

### «Кривавий червоний барон» (1917)
Дія відбувається під час Першої світової війни. Після вигнання зі Сполученого Королівства в 1897 році граф фон Дракула поширив свій тип нестійкого вампіризму (і разом з ним шаленої лікантропії) по всій російській імператорській родині. Тепер він веде Німеччину та Центральні держави проти Антанти, а вампіри — тепер частина повсякденного життя — воюють (і гинуть) з обох сторін. Червоний барон назви — історичний ас-винищувач Манфред фон Ріхтгофен, який у цій зміненій історії очолює ескадрилью жахливих літаючих вампірів.
Вперше опублікований у листопаді 1995 року, «Кривавий червоний барон» увійшов до короткого списку премії Сайдвайз за альтернативну історію, довга форма.

### «Дракула Ча-ча-ча» (1959)
Кожен вампір, який є кимось, збирається до Риму на весілля Дракули, але на волі є таємничий вбивця вампірів. Події ускладнюються прибуттям британського таємного агента на ім'я Бонд (але не Джеймса Бонда) на слід російського шпигуна, який нікуди не ходить без свого кота. Фільми Федеріко Фелліні впливають на обстановку та атмосферу, і в романі з'являється кілька його героїв.
Вперше опубліковано в листопаді 1998 р.

### «Анно Дракула: Джонні Алукард»
У 1980-х роках «Джонні Алукард» розповідає історію про титулованого вампіра Америки. Роман являє собою збірку перероблених оповідань і новел, написаних і опублікованих Ньюменом різними способами в період між 1998 і 2013 роками, з деяким новим матеріалом.
Він містить посилання на такі твори як «Таксист», «Міс «45 калібр»», «Людина-павук», «Блейд», «Баффі — переможниця вампірів», «Повелитель Смерті», «Ельвіра», «Світло в кінці», «Жага смерті», «Конвой», «Вампірелла», «Природжені вбивці», «Пустки», «Ноктюрн», «Шукач», «Союз вампірів», «Залежність», «Фортеця» та «Пропащі хлопці», а також узявши назву від персонажа фільму «Дракула, рік 1972».
Публікація Джонні Алукарда була значно відкладена до її остаточного виходу у вересні 2013 року.

#### «Дракула Копполи» (1976)
Френсіс Форд Коппола знімає фільм, яким його запам'ятають назавжди — екранізацію «Дракули» з Марлоном Брандо в ролі Дракули та Мартіном Шіном у ролі Джонатана Гаркера (це варіація «Апокаліпсису сьогодні», доповнена всіма відомими цитатами та нещасними випадками під час зйомок, хоча й у Румунії, а не на Філіппінах). Знімальна група зружилася з молодим вампіром, який виїжджає з ними, коли вони повертаються до Америки.
«Дракула Копполи» отримав нагороду Міжнародної гільдії жахів за найкращу повнометражну прозу та був номінований на премію Брема Стокера за найкращу повнометражну прозу.
Вперше з'явилося в «Мамонтовій книзі Дракули», 1997 рік.

#### «Замок у пустелі» (1977)
Оповідач від першої особи, приватний детектив, розслідує смерть своєї колишньої дружини, яку знайшли на дні басейну із залізним шипом, встромленим у лоб, і зникнення її доньки, яку востаннє бачили, коли вона впала з натовп вампірів-культистів (приватний детектив, хоча його ім'я не згадується в сюжеті, явно Філіп Марлоу Реймонда Чендлера, а його колишня дружина — повторюваний персонаж Лінда Лорінг, на якій Марлоу одружився в незакінченому останньому романі Чендлера «Пудл-Спрінгс» — після того, як спочатку відкинув цю ідею, оскільки він знав, що це не триватиме).

#### «Дракула Енді Воргола» (1978)
Нью-Йорк. Джонні Поп, молодий вампір, який приїхав до Америки зі знімальною групою Копполи, знаходить своє місце на своїй новій батьківщині, на шляху до того, щоб стати наступним Дракулою. Він стає багатим (створюючи мережу наркотиків, яка продає «драк», отриманий з крові вампірів) і стає успішним у суспільстві (подружився з багатьма успішними місцевими жителями, включаючи Енді Воргола), але ризикує втратити все, коли численні вороги, які він наживає на цьому шляху, об'єднаються проти його.

#### «Хто наважиться, перемагає» (1980)
30 квітня 1980 року. Посольство Румунії в Лондоні було захоплено «борцями за свободу», які хочуть, щоб Трансільванія стала батьківщиною для нежиті. Поки війська спеціальної авіації збираються для штурму, вампіра/журналістку Кейт Рід запрошують у посольство, щоб зустрітися з лідером терористів (еквівалентна подія в нашій історії стосується посольства Ірану: див. Облога посольства Ірану).
«Хто наважиться, перемагає» включає появу Річарда Джеперсона, центрального персонажа в одному з інших основних наборів історій Ньюмана, серії Клуб «Діоген».

#### «По той бік опівночі» (1981)
Орсон ґаеллс отримує фінансування з таємничого джерела, щоб зняти остаточну версію «Дракули», і наймає приватного детектива, щоб з'ясувати, чому (назва поєднує в собі назви двох фільмів Веллса: «Куранти опівночі» та «З іншого боку вітру», останній з яких залишився незавершеним після смерті Веллса в 1985 році. Аеллс також з'явився як другорядний персонаж у «Дракула Ча-Ча-Ча»).
«По той бік опівночі» увійшов до короткого списку премії Сайдвайз за альтернативну історію, коротка форма.

#### «Ти— вітер під моїми крилами» (1984)
1984 рік. Таємна місія з використанням нежиті для повалення режиму Чаушеску в Румунії.

#### «Концерт для Трансільванії» (1990)
Вперше опубліковано як частина «Джонні Алукарда».

### «Анно Дракула 1899 та інші історії»
Збірка оповідань, останнє з яких відбувається у всесвіті «Анно Дракула». Його було опубліковано 1 лютого 2017 року. Остання історія збірки багато в чому ідентична початковому розділу роману «Тисяча чудовиськ».

### «Анно Дракула: Тисяча монстрів» (1899)
П'ята частина серії, дія якої відбувається в Токіо. Корабель вампірів на чолі з Женев'євою Дьєдонн, капітаном Костакі, сержантом Драво і принцесою Крістіною Лайт, вигнані з Англії, шукають притулку в Японії і потрапляють у пастку в Йокай-Таун, гетто, де вампірів Токіо тримають поза увагою і поза думками.

### «Анно Дракула 1999 Дайкаю» (1999)
Подібно до «Тисячі чудовиськ», дії цього роману відбуваються в Токіо, куди школярка-вампір Незумі та інші незвичайні гості прибувають, щоб «побачити нове тисячоліття» на вечірці в старому міському гетто йокай.

## Оповідання та повісті

### «Червоне царювання» (1888)
Написана в 1991 році, ця повість була першим твором циклу. Пізніше вона була розширена у роман «Анно Дракула».
Вперше опубліковано в «Мамонтовій книзі вампірів», 1992.

### «Мертві подорожують швидко»
Опубліковане в антології «Мертві подорожують швидко» (2005), це оповідання містить нерозказану історію про діяння Дракули під час подій оригінального роману. Хоча це оповідання технічно не є історією з «Анно Дракули», оскільки відбувається до того, як події «Анно Дракули» розійшлися з подіями «Дракули», його все одно можна вважати доповненням до серії. За сюжетом, Дракула відвідує виробників одного з перших автомобілів.

### «Вампірський роман» (1923)
Дія відбувається в 1923 році. Женев'єв Дьєдонне залучається Вінтропом і клубом «Діогена» для участі в зборах старійшин у Мілдью Манор. Там старійшини прагнуть обрати замість Дракули нового «короля кішок».
Вперше опубліковано в новому виданні Titan Books «Кривавий червоний барон».

### «Водолій» (1968)
Події відбуваються в «Гойдається Лондоні» 1968 року. Кейт Рід, як асоційований член клубу «Діоген», розслідує серію вбивств, очевидно скоєних вампіром і спрямованих проти живих жінок. Ці вбивства розпалюють вогонь ненависті проти вампірів, яка вже досягла небезпечного рівня через нещодавню промову Еноха Пауелла «Ріки крові» (яка на цій шкалі часу не є метафоричною назвою).
Вперше опубліковано в новому виданні Titan Books «Дракула Ча-Ча-Ча».

## Комікси

### «Анно Дракула— 1895: Сім днів у хаосі» (1895)
У 2017 році компанія Titan Comics випустила п'ятисерійний міні-серіал коміксів «Анно Дракула» під назвою «Анно Дракула — 1895: Сім днів у хаосі» , написаний Ньюменом і художником Полом Маккеффері. Дія відбувається в 1895 році, наприкінці правління Дракули у Великій Британії.

## Перспективні екранізації
В інтерв'ю 2000 року Ньюмен сказав, що написав сценарій фільму «Анно Дракула» для Стюарта Поллока та Андре Жакметтона, які для ролей Борегара та Женев'єви спочатку хотіли обрати Деніела Дей-Льюїса та Ізабель Аджані, а потім Рейфа Файнса та Жюльєт Бінош, коли вони постаріли. Іншими пропозиціями Ньюмана були Джейн Горрокс у ролі Кеті Рід, Гелена Бонем Картер у ролі Пенелопи Черчворд, Колін Ферт у ролі Артура Голмвуда, Крістофер Лі у ролі Майкрофта Холмса, Річард Грант у ролі Джона Сьюарда та Гарві Кейтель у ролі графа Дракули.
За інтерв'ю від 16 травня 2008 року, права на фільм «Анно Дракула» були віддані, і Ньюмен написав сценарій, але «Я не знаю, чи є в ньому багато руху… Протягом багатьох років я У мене було кілька коміксів, які казали, що їм це буде цікаво, і навіть час від часу погризли гру, але ніхто ніколи не придумав серйозної угоди». Опублікувавши уривки зі сценарію в оновленій версії першої книги, Ньюмен виявив, що у фільмі буде використано образ Пітера Кушинга для зображення голови померлого Ван Гелсінга, встановивши елементи серії фільмів Hammer Productions про Дракулу як фон для події екранізації, зокрема уявне альтернативне закінчення фільму «Дракула» 1958 року.
У 2017 році в інтерв'ю з колегою-критиком Марком Кермодом під час реклами «1895» Ньюмен висловив надію на можливу кіно- чи телевізійну адаптацію, але зазначив, що на життєздатність проекту вплинуло створення інших вікторіанських літературних творів, таких як «Бульварні жахіття» та «Ліга видатних джентльменів».